# Paulo Roberto
Paulo Roberto Marques Roris es un exjugador de fútbol sala hispano-brasileño, cuyo abuelo paterno era español. Fue uno de los más destacados precursores del fútbol-sala en España. Tras dejar su carrera se dedicó al apartado técnico del fútbol sala, siendo director deportivo de su último club como jugador, ElPozo Murcia.
Comenzó su aventura en España en el equipo Marsanz Torrejón, en la década de los 80.
Habitualmente considerado el mejor jugador de la historia de este deporte y absoluto buque insignia del equipo murciano de ElPozo Murcia, como jugador ostenta un palmarés envidiable.
En él figura una Liga Nacional de Fútbol Sala (1997-98), tres Copas de España (1992, 1995 y 2003), una Supercopa de España (1995). En cuanto a títulos europeos, ganó con ElPozo una Recopa (2003) y el bronce en el Europeo de Clubes de 1999 en Moscú.
Ha sido capitán de la selección española, a la que lideró para conquistar el Mundial de Guatemala, donde en la final se ganó a Brasil, además de ganar dos Eurocopas (1996 y 2001).
Paulo Roberto ha pertenecido a ElPozo Murcia durante 15 años. Desde su retirada en 2005, durante cuatro temporadas, ha ostentado el cargo de director deportivo. En estas cuatro temporadas, ElPozo ha sido campeón de liga en tres de ellas, hasta que abandonó el club murciano en 2009.

.